# Tarwekiemolie

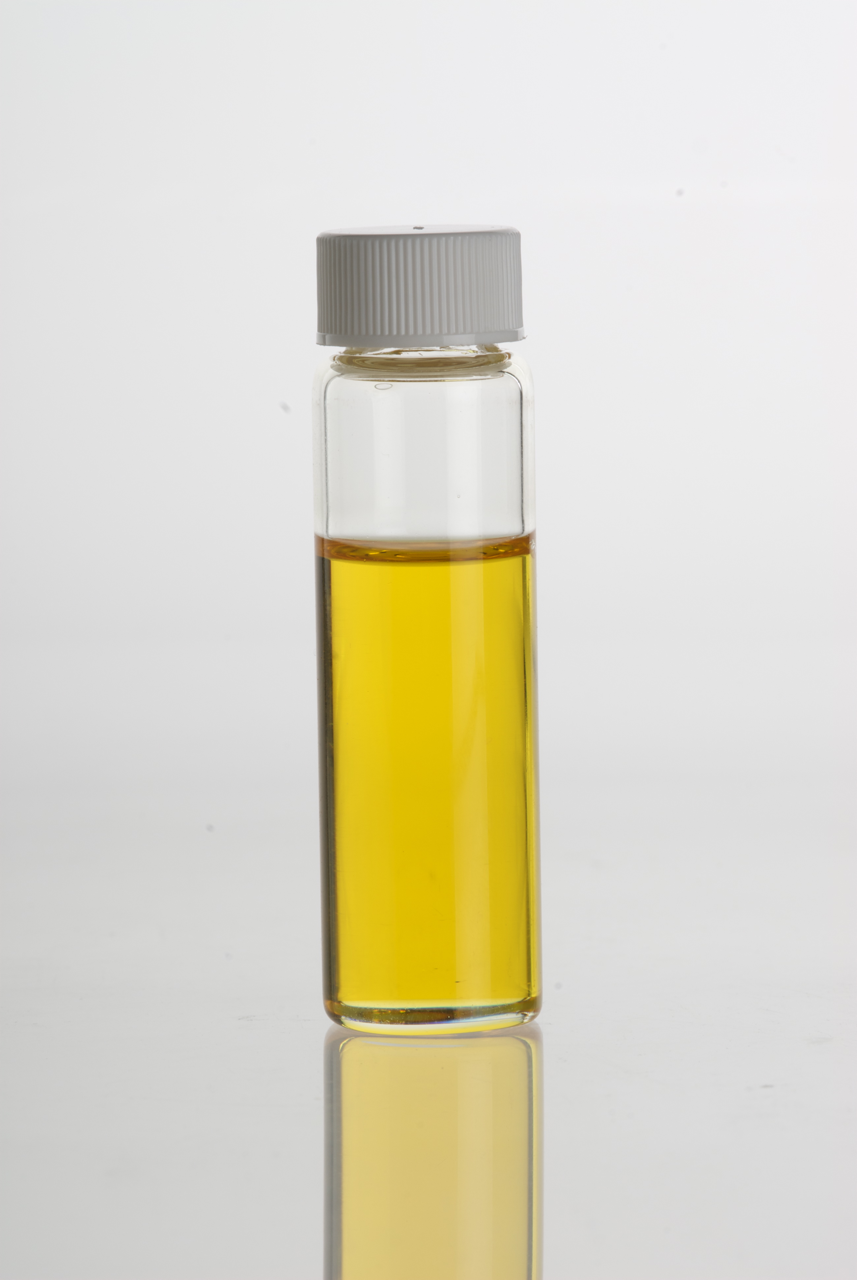
Tarwekiemolie

Tarwekiemolie wordt gewonnen uit de kiem van de tarwekorrel. De tarwekiem bevat 8 - 12 % olie, dat voor meer dan 60% uit meervoudig onverzadigde vetzuren bestaat. Tarwekiemolie heeft een sterke smaak, bederft gemakkelijk door oxidatie en is duur.
Tarwekiemolie heeft de volgende vetzuursamenstelling:
| Bestanddeel            | g/100g |
| ---------------------- | ------ |
| Linolzuur (omega-6)    | 55     |
| Palmitinezuur          | 16     |
| Oliezuur               | 14     |
| Linoleenzuur (omega-3) | 7      |
Tarwekiemolie bevat een hoog gehalte aan octacosanol, dat cholesterolverlagend werkt. Tarwekiemolie heeft van al het onbewerkte voedsel het hoogste vitamine E-gehalte (200 - 300 mg/100g). Het vitamine E bestaat hoofdzakelijk uit α-tocoferol met daarnaast wat tocotriënol.
 Een kilogram tarwekiemolie bevat 1179 mg α-tocoferol, 398 mg β-tocoferol, 493 mg γ-tocoferol en 118 mg δ-tocoferol.
Verder wordt tarwekiemolie gebruikt voor verbetering van de bloedsomloop en de reactietijd bij mentale chronometrie. Ook kan tarwekiemolie op de huid gebruikt worden voor het minder zichtbaar worden van littekens en bij ontstekingen.